# Petitia domingensis
Petitia domingensis ist ein Baum in der Familie der Lippenblütler aus Florida, den Bahamas und den Großen Antillen bis zu den nördlichen Kleinen Antillen. Es ist die einzige Art der Gattung Petitia. Der Gattungsname ehrt den französischen Arzt François Pourfour du Petit (1664–1741).

## Beschreibung
Petitia domingensis wächst als halbimmergrüner Baum bis etwa 20 Meter hoch oder seltener als Strauch. Der Stammdurchmesser erreicht über 40 Zentimeter. Die braun-graue Borke ist leicht rissig und blättert in Streifen ab.
Die gestielten und gefiederten Laubblätter sind gegenständig und „unifoliolate“, also mit nur einem Blättchen. Der Blattstiel ist bis 7 Zentimeter lang und oben mit einem „Gelenk“. Die fast sitzenden bis kurz gestielten, leicht ledrigen, bis zu 22–24 Zentimeter langen Blättchen sind eiförmig bis verkehrt-eiförmig, ganzrandig und bespitzt oder spitz bis zugespitzt. Unterseits sind sie dicht gräulich-weiß behaart und verkahlend, oberseits sind sie fast kahl. Der Blättchenrand ist knapp umgebogen. Die Nebenblätter fehlen.
Es werden achselständige, kurze und fein drüsig behaarte, rispige Blütenstände gebildet. Die leicht duftenden, kurz gestielten, kleinen und zwittrigen, vierzähligen Blüten mit doppelter Blütenhülle sind weiß bis cremefarben. Der fein drüsig behaarte Kelch ist 2,5 Millimeter lang und becherförmig verwachsen mit minimalen Zipfeln. Die etwas längeren Petalen sind röhrig verwachsen mit kurzen, zurückgelegten Zipfeln. Die 4 sehr kurzen Staubblätter sitzen oben am behaarten Schlund. Der zweikammerige Fruchtknoten ist oberständig mit einem knapp vorstehenden oder eingeschlossenen Griffel mit zweilappiger Narbe.
Es werden kleine, rundliche bis eiförmige, bis 6 Millimeter große, glatte und rote, zur Reife schwärzliche, mehrsamige Steinfrüchte mit beständigem Kelch gebildet. Der mehrkammerige Steinkern ist bis 5 Millimeter groß.

## Verwendung
Das schöne und schwere, harte Holz ist begehrt und wird vielfältig verwendet.